# La Salle-et-Chapelle-Aubry

La Salle-et-Chapelle-Aubry este o comună în departamentul Maine-et-Loire, Franța. În 2009 avea o populație de 1,251 de locuitori.